# دون برينان (لاعب كرة قاعدة)
دون برينان (بالإنجليزية: Don Brennan)‏ هو لاعب كرة قاعدة أمريكي، ولد في 2 ديسمبر 1903 في أوغوستا في الولايات المتحدة، وتوفي في 26 أبريل 1953 في بوسطن في الولايات المتحدة.

## وصلات خارجية
- دون برينان على موقع دوري كرة القاعدة الرئيسي (الإنجليزية)
- دون برينان على موقعبيزبول رفرنس.كوم (الدوري الرئيسي) (الإنجليزية)
- دون برينان على موقعبيزبول رفرنس.كوم (الدوري الثانوي) (الإنجليزية)
- دون برينان على موقع مشجعي الرسوم البيانية (الإنجليزية)